# Agomelatina

Estrutura química da agomelatina.

Agomelatina (S 20098) é um fármaco utilizado pela medicina como antidepressivo. É um agonista potente dos receptores da melatonina (Me1 e Me2) e antagonista dos receptores da serotonina-2C (5-HT2C).
Agomelatina proporciona um sono tranquilo e também evita a perda da libido.
Em comparação com placebo, a agomelatina demonstrou reduzir significativamente os níveis de ansiedade na subescala de ansiedade de HAM-D logo na segunda semana (p<0.004). Esta rápida melhoria resultou numa eficácia significativa ao longo do estudo, e foi ainda mais evidente nos doentes deprimidos com níveis de ansiedade maiores (p<0.001).
A agomelatina demonstrou ser mais eficaz na redução dos sintomas da ansiedade que os comparadores. Eficácia demonstrada por uma diferença significativa na Escala de Avaliação de Hamilton para a Ansiedade (HAM-A) de 1,39 pontos (p=0,006). Os benefícios da agomelatina comparados com os antidepressivos mais prescritos foram ainda mais pronunciados nos doentes deprimidos com sintomas graves de ansiedade, com uma diferença de 1,72 pontos na escala de HAM-A (p=0,032).
Sidney Kennedy, Professor de Psiquiatria na Universidade de Toronto, Canadá, destacou: “Para além das fortes provas já existentes da eficácia antidepressiva da agomelatina, estes novos dados reforçam a forte eficácia no controlo da ansiedade em comparação com outros antidepressivos usados habitualmente. Além disso, esta eficácia é comprovada no ambiente clínico, com relatos dos doentes que dizem “sinto-me melhor” e estou “menos ansioso” logo desde a segunda semana de tratamento”.
A agomelatina é o primeiro antidepressivo que actua simultaneamente como agonista dos receptores melatonérgicos MT1 e MT2 e como antagonista dos 5-HT2C. Como resultado, ressincroniza os ritmos circadianos que estão profundamente alterados em doentes com depressão, representado assim uma abordagem totalmente inovadora ao tratamento da depressão.
É o primeiro antidepressivo com uma abordagem não monoaminérgica. É por isso que a agomelatina é capaz de ir mais longe oferecendo aos clínicos uma maior eficácia, tanto na redução dos sintomas da depressão como nos sintomas de ansiedade em doentes com depressão, incluindo aqueles que sofrem de sintomas mais evidentes de ansiedade.
O fármaco recebeu a autorização de introdução no mercado da UE em Fevereiro de 2009 e está neste momento disponível para o tratamento de doentes adultos com depressão maior em todos os continentes, em mais de 40 países no mundo inteiro.